# Давід Азріелі
Давід Джошуа Азріелі (англ. David Joshua Azrieli, івр. דוד עזריאלי, 10 травня 1922, Макув-Мазовецький — 9 липня 2014, Монреаль) — канадський і ізраїльський архітектор, будівельник, забудовник і філантроп.

## Біографія
Давид Джошуа Азріелі народився в Польщі, в єврейської сім'ї. Під час Другої Світової війни втік від нацистів в підмандатної Палестини. Вивчав архітектуру в Хайфському Техніон і між 1943 і 1946. Воював в Арабо-Ізраїльської війни в 1948-му році. Іммігрував в Монреаль, Канада, у 1954-му році, і обґрунтував там свою будівельну фірму. Проєктував спочатку невеликі житлові дуплекси, потім перейшов до будівництва багатоповерхових житлових будинків, і остаточно — торгівельних центрів. У віці 75 років отримав диплом архітектора в університеті Carleton. Проєктує і будує торгові центри, висотні офіси та житлові будинки в Канаді, США, та Ізраїлі.